# 莫雷特
莫雷特（法語：Morette，法語發音：[mɔʁɛt]）是法国伊泽尔省的一个市镇，属于格勒诺布尔区。

## 地理
莫雷特（45°17'8"N, 5°27'7"E）面积6.27 平方千米，位于法国奥弗涅-罗讷-阿尔卑斯大区伊泽尔省，该省份为法国东南部内陆省份，北起顺时针与安省、萨瓦省、上阿尔卑斯省、德龙省、阿尔代什省、卢瓦尔省和罗讷省。
与莫雷特接壤的市镇（或旧市镇、城区）包括：蒂兰、克拉、拉福尔特雷斯、波列纳。

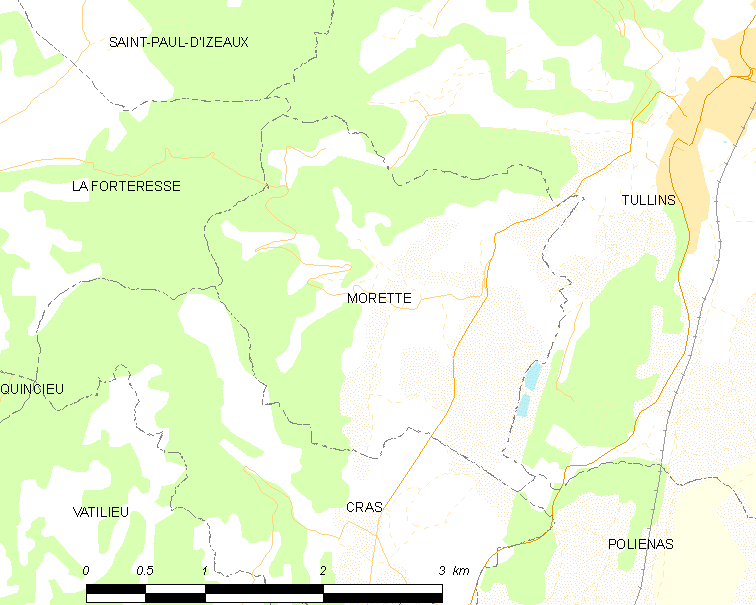
莫雷特的OSM定位图

莫雷特的时区为UTC+01:00、UTC+02:00（夏令时）。

## 行政
莫雷特的邮政编码为38210，INSEE市镇编码为38263。

## 政治
莫雷特所属的省级选区为南格雷西沃当县。

## 人口

1962-2008年间莫雷特人口变化图示

莫雷特于2022年1月1日时的人口数量为360人。